# Mistrzostwa Świata w Gimnastyce Sportowej 1934
10. Mistrzostwa świata w gimnastyce sportowej, które odbyły się w węgierskim mieście Budapeszt w 1934 roku.

## Tabela medalowa
| Poz. | Państwo        | Złota | Srebra | Brązy | Łącznie |
| ---- | -------------- | ----- | ------ | ----- | ------- |
| 1    | Szwajcaria     | 6     | 6      | 1     | 13      |
| 2    | Czechosłowacja | 3     | 1      | 4     | 8       |
| 3    | Niemcy         | 1     | 0      | 2     | 3       |
| 4    | Węgry          | 0     | 2      | 0     | 2       |
| 5    | Włochy         | 0     | 1      | 1     | 2       |
| 6    | Polska         | 0     | 0      | 2     | 2       |
| 7    | Luksemburg     | 0     | 0      | 1     | 1       |

## Mężczyźni

### Wielobój indywidualnie
| Medal | Państwo        | Zawodnik        |
| ----- | -------------- | --------------- |
|       | Szwajcaria     | Eugen Mack      |
|       | Włochy         | Romeo Neri      |
|       | Czechosłowacja | Emanuel Löffler |

### Ćwiczenia wolne
| Medal | Państwo        | Zawodnik        |
| ----- | -------------- | --------------- |
|       | Szwajcaria     | Georges Miez    |
|       | Szwajcaria     | Eugen Mack      |
|       | Czechosłowacja | Emanuel Löffler |

### Ćwiczenia na koniu z łękami
| Medal | Państwo        | Zawodnik          |
| ----- | -------------- | ----------------- |
|       | Szwajcaria     | Eugen Mack        |
|       | Szwajcaria     | Eduard Steinemann |
|       | Czechosłowacja | Jan Sládek        |

### Ćwiczenia na kółkach
| Medal | Państwo        | Zawodnik          |
| ----- | -------------- | ----------------- |
|       | Czechosłowacja | Alois Hudec       |
|       | Szwajcaria     | Eugen Mack        |
|       | Czechosłowacja | Jaroslav Kolinger |
|       | Luksemburg     | Mathias Logelin   |

### Ćwiczenia na poręczach
| Medal | Państwo    | Zawodnik     |
| ----- | ---------- | ------------ |
|       | Szwajcaria | Eugen Mack   |
|       | Szwajcaria | Josef Walter |
|       | Szwajcaria | Walter Bach  |

### Ćwiczenia na drążku
| Medal | Państwo    | Zawodnik       |
| ----- | ---------- | -------------- |
|       | Niemcy     | Ernst Winter   |
|       | Szwajcaria | Georges Miesz  |
|       | Niemcy     | Heinz Sandrock |

### Skok
| Medal | Państwo    | Zawodnik          |
| ----- | ---------- | ----------------- |
|       | Szwajcaria | Eugen Mack        |
|       | Szwajcaria | Eduard Steinemann |
|       | Włochy     | Romeo Neri        |

### Zawody drużynowe
| Medal | Państwo        |
| ----- | -------------- |
|       | Szwajcaria     |
|       | Czechosłowacja |
|       | Niemcy         |

## Kobiety

### Wielobój indywidualnie
| Medal | Państwo        | Zawodniczka       |
| ----- | -------------- | ----------------- |
|       | Czechosłowacja | Vlasta Dekanová   |
|       | Węgry          | Margit Koloczy    |
|       | Polska         | Janina Skirlińska |

### Zawody drużynowe
| Medal | Państwo        |
| ----- | -------------- |
|       | Czechosłowacja |
|       | Węgry          |
|       | Polska         |